# Nickel Creek (álbum)
Nickel Creek é o terceiro álbum de estúdio da banda homónima, lançado a 21 de Março de 2001.

## Faixas
1. "Ode to a Butterfly" - 4:10
2. "The Lighthouse's Tale" - 5:03
3. "Out of the Woods" - 5:19
4. "House of Tom Bombadil" - 3:46
5. "Reasons Why" - 4:08
6. "When You Come Back Down" - 3:49
7. "Sweet Afton" - 5:37
8. "Cuckoo's Nest" - 2:19
9. "The Hand Song" - 4:26
10. "Robin and Marion" - 4:34
11. "The Fox" - 2:30
12. "Pastures New" - 3:53

## Tabelas
| Chart                                  | Posição |
| -------------------------------------- | ------- |
| Billboard 200 (EUA)                    | 125     |
| Billboard Top Country Albums (EUA)     | 13      |
| Billboard Top Heatseekers (EUA)        | 2       |
| Billboard Top Internet Albums (EUA)    | 16      |
| Billboard Top Independent Albums (EUA) | 2       |

## Créditos
- Chris Thile - Bandolim, banjo, vocals
- Sara Watkins - Violino, vocal
- Sean Watkins - Guitarra, bandolim, vocal
- Scott Thile - Baixo